# Luces de la Habana
Luces de la Habana (Lights of Havana) es un cóctel hecho a base de Malibú, Midori, jugo de piña, jugo de naranja y agua mineral.

## Preparación
En un vaso highball se pondrá hielo (Tanto como sea necesario), añadiendo el malibú, el midori, el jugo de piña, el jugo de naranja en dicho orden, separando cada uno de estos, mediante su vertimiento con ayuda de una cuchara volteada, cuidando que quede una capa de cada color. Al final deberá agregarse el agua mineral para diluir estos. En ocasiones puede servirse en pequeñas cantidades como un shoot.

## Variaciones
- Puede usarse refresco de limón en lugar del agua mineral y algún otro jugo de cítricos que suplan al jugo de naranja.